# سراجلو (آذغان)
سراجلو (بالفارسية: سراجلو) هي قرية تقع في إيران في قسم آذغان الریفي. يقدر عدد سكانها بـ 113 نسمة بحسب إحصاء 2016.